# Scott James Hill
Scott James Hill (* 1. Mai 1994) ist ein kanadischer Skilangläufer.

## Werdegang
Hill startete im Dezember 2011 in Rossland erstmals im Nor-Am-Cup und belegte dabei den 53. Platz im Sprint und 46. Platz im 15-km-Massenstartrennen. Bei den Juniorenweltmeisterschaften 2013 in Liberec kam er auf den 62. Platz über 10 km Freistil und auf den 58. Rang im Sprint. Seine besten Platzierungen bei den Juniorenweltmeisterschaften 2014 im Val di Fiemme waren der 45. Platz über 10 km klassisch und der 13. Rang mit der Staffel. Bei den U23-Weltmeisterschaften 2015 in Almaty lief er auf den 48. Platz über 15 km Freistil, auf den 46. Rang im Skiathlon und auf den 40. Platz im Sprint. In der Saison 2014/15 erreichte er mit acht Top-Zehn-Platzierungen, darunter Platz zwei im Skiathlon in Duntroon, den neunten Platz in der Gesamtwertung des Nor-Am-Cups. Bei den U23-Weltmeisterschaften 2016 in Râșnov belegte er den 42. Platz über 15 km Freistil, den 39. Rang im Sprint und den 36. Platz über 15 km klassisch und bei den U23-Weltmeisterschaften 2017 in Soldier Hollow den 49. Platz über 15 km Freistil und den 35. Rang im Sprint. In der Saison 2017/18 errang er mit drei zweiten Plätzen und den ersten Platz über 10 km klassisch bei den kanadischen Meisterschaften in Thunder Bay, den fünften Platz in der Gesamtwertung des Nor-Am-Cups. Sein Debüt im Weltcup hatte er im Februar 2019 in Cogne, das er auf dem 57. Platz über 15 km klassisch beendete. Seine besten Resultate bei den Nordischen Skiweltmeisterschaften 2019 in Seefeld in Tirol waren der 34. Platz über 15 km klassisch und der 12. Rang mit der Staffel.

## Siege bei Continental-Cup-Rennen
| Nr. | Datum           | Ort         | Disziplin         | Serie      |
| --- | --------------- | ----------- | ----------------- | ---------- |
| 1.  | 11. März 2018   | Thunder Bay | 10 km klassisch 1 | Nor Am Cup |
| 2.  | 19. Januar 2019 | Sherbrooke  | 15 km klassisch   | Nor Am Cup |
| 3.  | 19. März 2025   | Canmore     | 10 km Freistil 1  | Nor Am Cup |